# ایبنبورن
شهر ایبنبورن در ایالت نوردراین-وستفالن در کشور آلمان واقع شده‌است.